# 玉造溫泉車站
玉造溫泉車站（日语：／ Tamatsukuri-Onsen eki */?）是位於日本島根縣松江市玉湯町湯町，屬於西日本旅客鐵道山陰本線的鐵路車站，也是距離玉造溫泉最近的車站。
部分特別急行列車包括八雲號列車、超級松風號列車、超級隱岐號列車會在本站停靠。

## 歷史
1909年官設的山陰本線自鳥取往西延伸至宍道町，同時設立湯町車站，1949年更名為玉造溫泉車站。
1987年國鐵分割民營化後，隸屬西日本旅客鐵道。
車站在1935年曾改建為部分鋼構的木造建築，1988年及2012年曾先後兩次進行大規模整修，現在以玉造溫泉內的玉作湯神社為外觀形象。

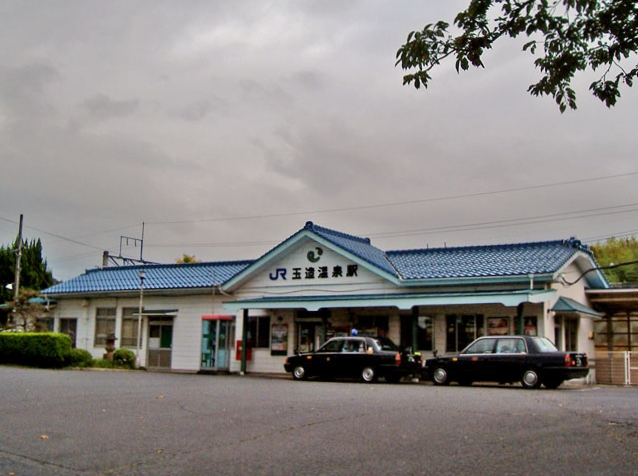
2007年時的車站外觀
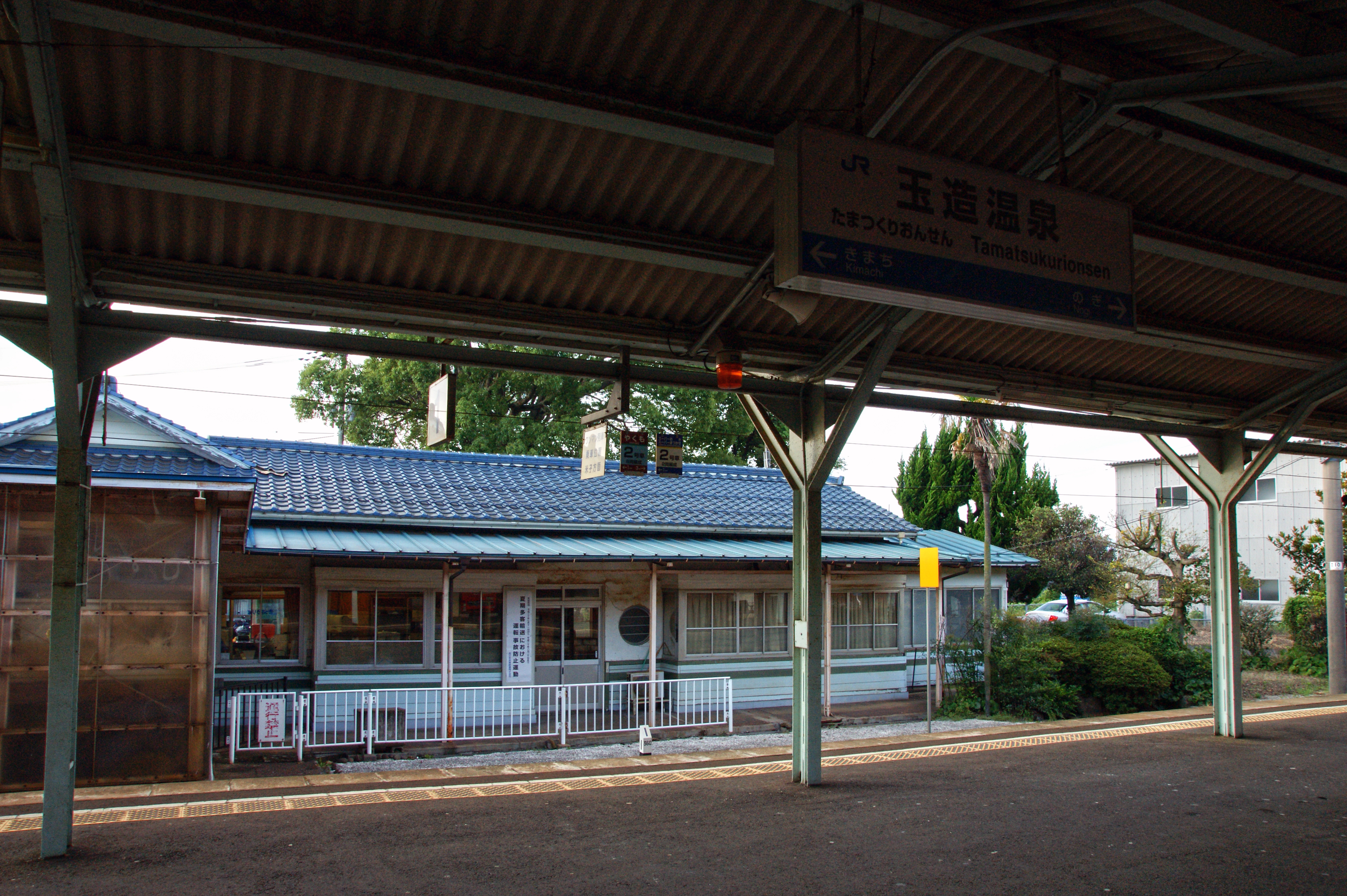
2007年時從月台側看到的車站站舍
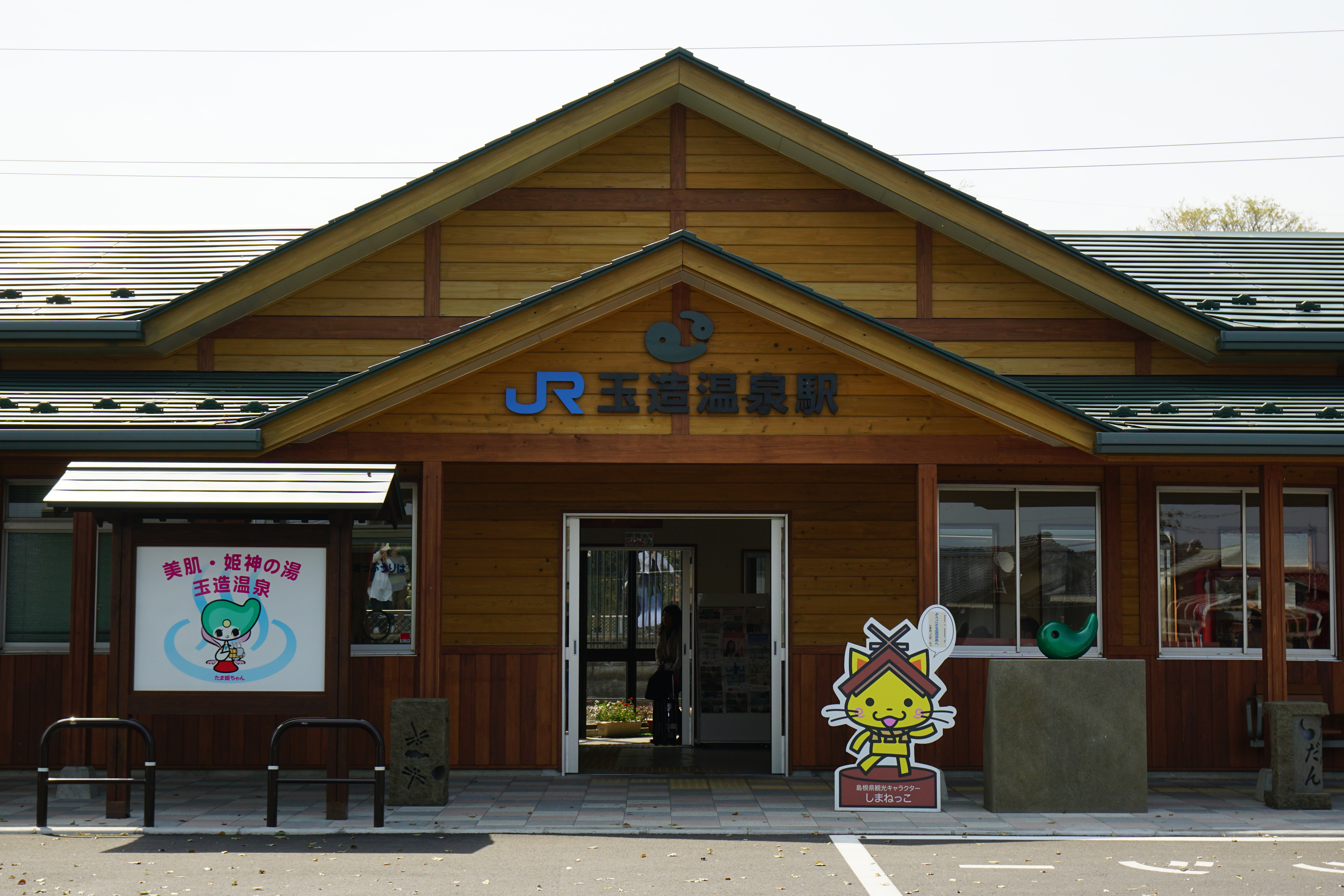
現在的車站入口

## 車站構造
玉造溫泉車站的月台為位於1面2線的島式月台，站舍位於鐵路的北側，可透過地下道進入月台。雖然車站站舍也與北側的鐵路相鄰，但由於鐵路地基高度高於站舍，無法直接從站舍方向上下車，因此站舍靠鐵路一側並未設置月台。
車站由松江車站負責管理，並委託西日本旅客鐵道旗下的JR西日本米子維護負責車站業務，站內設有自动售票机，業務窗口內設有車站收入管理系統。目前站內沒有商店，僅有自動販賣機。

### 月台配置
| 月台 | 路線     | 方向 | 目的地           |
| ---- | -------- | ---- | ---------------- |
| 1    | 山陰本線 | 上行 | 米子、松江方向   |
| 2    | 山陰本線 | 下行 | 出雲市、濱田方向 |

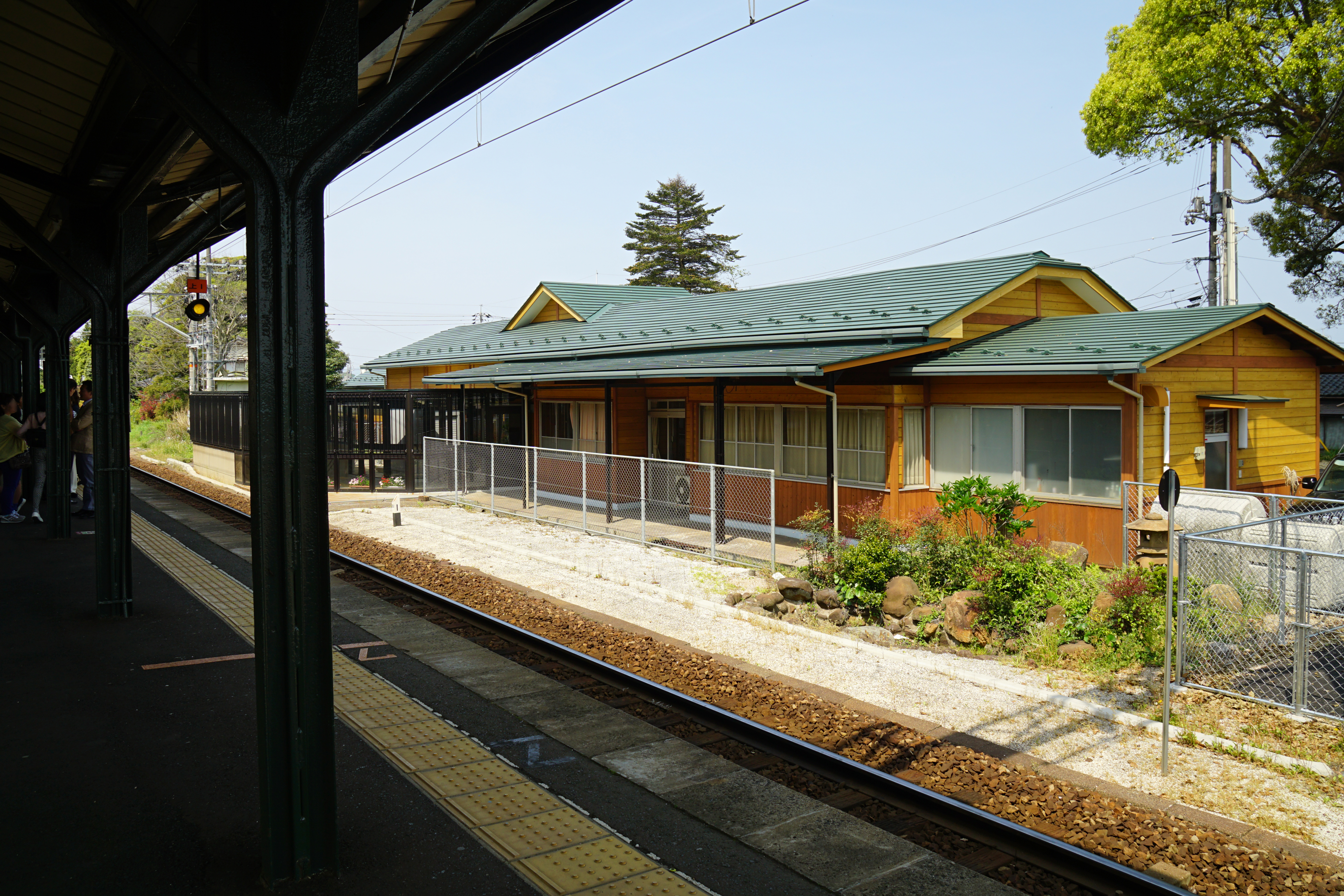
從月台看到的車站站舍
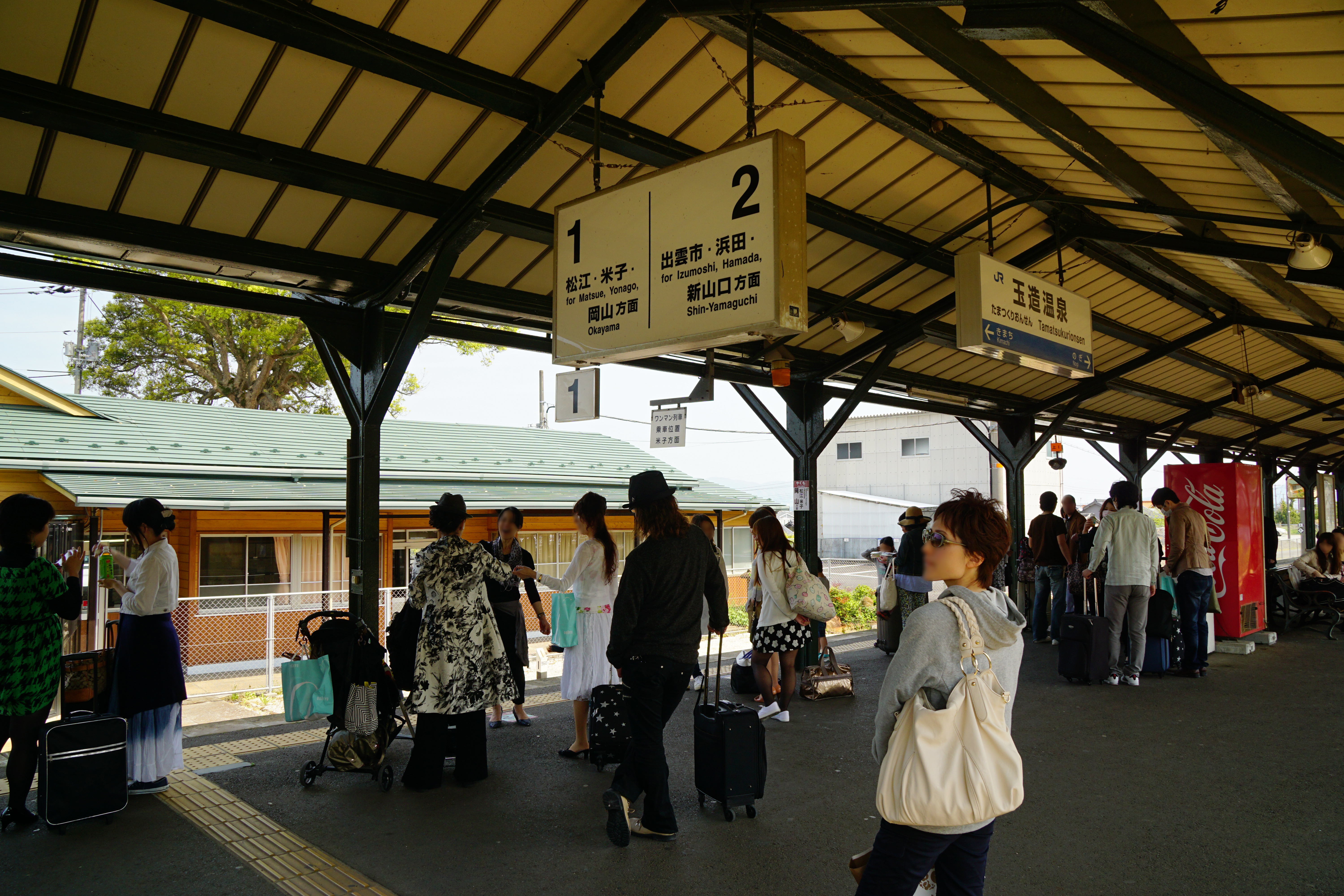
車站月台
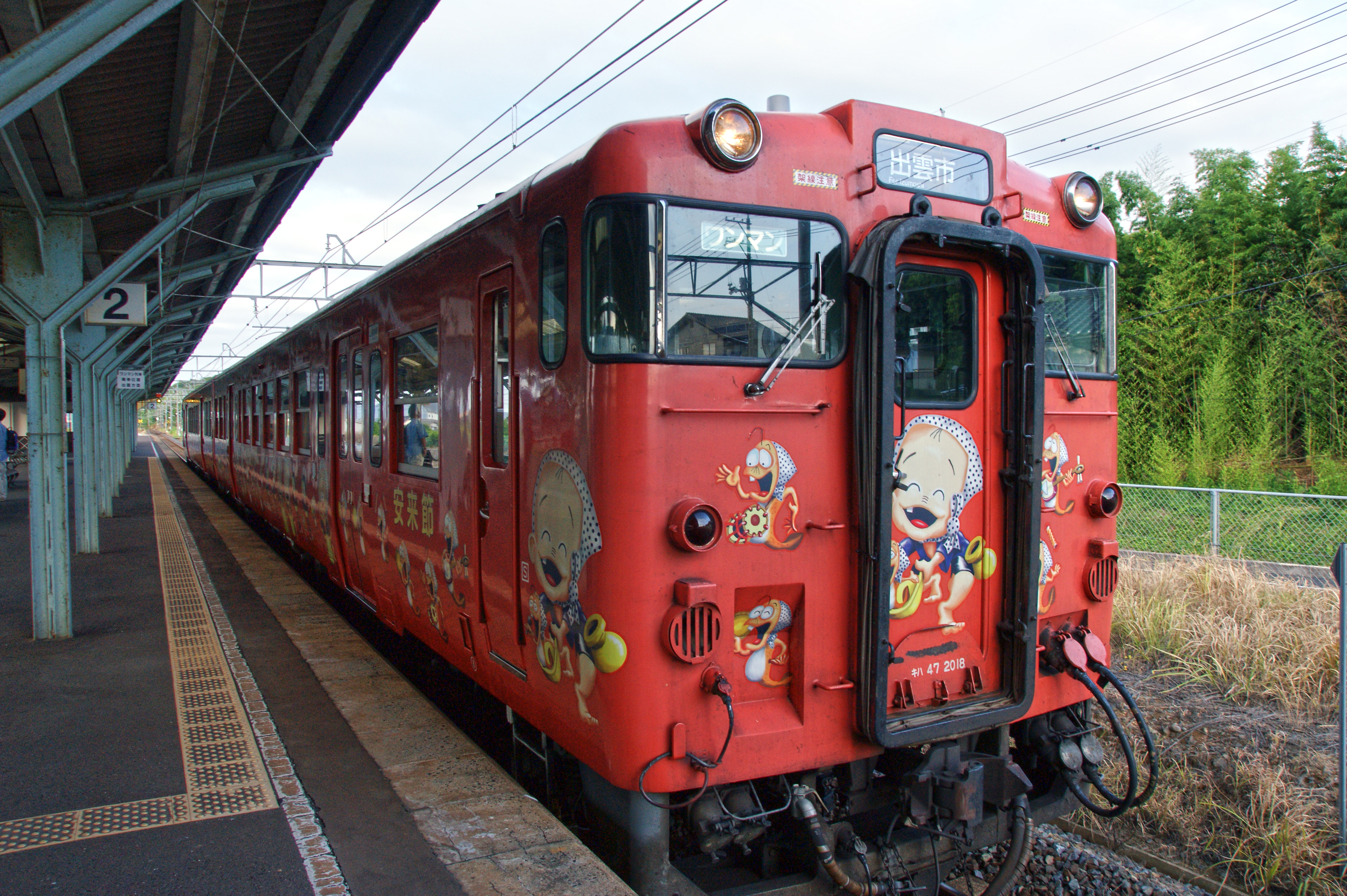
停靠於月台的列車

## 車站周邊
車站周邊過去曾是舊玉湯町的主要市區，玉造溫泉則位於車站南方約2公里處。
- 玉造溫泉
- 玉作湯神社（日语：玉作湯神社）
- 松江市政府玉湯支所
- 湯町簡易郵局
- 玉造醫院
- 松江市立玉湯中學校（日语：松江市立玉湯中学校）
- 松江市立玉湯小學校

## 路線客運
在車站前約200公尺處的島根縣道194號玉造溫泉停車場線路口，設一畑巴士玉造溫泉車站入口巴士站，一畑巴士的玉造線會在此停靠。

## 相鄰車站
西日本旅客鐵道
 山陰本線
- 特急「超級隱岐」「超級松風」「八雲」部分列車停車站

■快速「無暱稱」
通過不停靠
■快速「水快車」、■快速「鳥取快車」、■普通
乃木－玉造溫泉－來待

## 外部連結
- （日語） 玉造溫泉站情報 （页面存档备份，存于） - JR西日本